# John Penrose
John David Penrose, né le 22 juin 1964 à Sudbury, est un homme politique britannique, membre du Parti conservateur.
Il est député conservateur de Weston-super-Mare de 2005 à 2024. Il a été sous-secrétaire d'État parlementaire au ministère de la Culture, des Médias et des Sports et, plus récemment, lord-commissaire du Trésor.

## Jeunesse et carrière
Penrose est né à Sudbury, Suffolk, le 22 juin 1964. Il fait ses études privées à Ipswich School et étudie au Downing College, Cambridge, où il obtient un BA en droit en 1986. Il obtient un MBA de l'Université Columbia en 1991. 
Il est trader et Risk Manager chez JP Morgan de 1986 à 1990, puis consultant en gestion chez McKinsey & Company de 1992 à 1994. Il est directeur commercial de la division des livres académiques chez Thomson Publishing à Andover de 1995 à 1996, puis directeur général de l'édition de livres scolaires à Longman (Pearson plc). Il est président de Logotron Ltd à Cambridge (également propriété de Pearson). En 1998, il est responsable de la recherche au Bow Group - un groupe de réflexion indépendant basé au Royaume-Uni, qui promeut l'opinion conservatrice à l'échelle internationale. 

## Carrière parlementaire
Penrose se présente en vain à Ealing Southall aux élections générales de 1997, et à Weston-super-Mare en 2001. Il est élu au même siège aux élections générales de 2005, battant le libéral démocrate Brian Cotter et il conserve son siège en 2010 2015 et 2017. Il siège au Comité du travail et des pensions de juillet 2005 à janvier 2009 et, en 2006, est nommé coprésident du Groupe parlementaire multipartite (APPG) sur la formation continue et l'apprentissage tout au long de la vie. En 2006, il est également nommé secrétaire parlementaire privé d'Oliver Letwin et en 2009, il est promu ministre fantôme des affaires, des entreprises et de la réforme de la réglementation. 
Après sa réélection en 2010 et la formation du gouvernement de coalition, Penrose est ministre du Tourisme et du Patrimoine de 2010 à 2012, couvrant le Jubilé de diamant d'Élisabeth II et les Jeux olympiques d'été de 2012 et paralympiques de Londres. Au cours de son mandat, il rédige et met en œuvre la stratégie touristique du gouvernement. Il lance le processus pour transformer les propriétés d'English Heritage, telles que Stonehenge, Dover Castle, Tintagel et bien d'autres, en un deuxième National Trust.
Penrose retourne à l'arrière-ban en 2012. Il est nommé whip adjoint (HM Treasury) en 2013, avant d'être promu en février 2014 comme l'un des Lords commissaires du Trésor (Whip). En mai 2015, il est secrétaire parlementaire (Cabinet Office), poste qu'il occupe jusqu'en juillet 2016 . 
Il est opposé au Brexit avant le référendum de 2016. Depuis l'annonce du résultat, Penrose soutient la position officielle de son parti en faveur de la sortie de l'Union européenne.
Du 16 novembre 2018 au 25 juillet 2019, Penrose est ministre d'État pour l'Irlande du Nord.
Penrose siège au conseil consultatif du groupe de réflexion "1828", qui "demande que le NHS soit remplacé par un système d'assurance et que Public Health England soit abandonné". 

## En dehors du Parlement
Penrose est un parrain de la branche sud-ouest de l'association caritative contre la violence domestique, ManKind Initiative. Il est également président du YMCA de Weston-super-Mare, président de la société Abbeyfield Weston-super-Mare, président de la Ligue des amis de l'hôpital général de Weston, gouverneur du Weston College, administrateur du North Somerset Citizens Advice Bureau, et Président du Weston-super-Mare et du District Constitutional Club. 

## Vie privée
Penrose rencontre Dido Harding, fille unique de Lord Harding, alors que les deux travaillaient chez McKinsey. Le couple se marie en octobre 1995 et a deux filles. Penrose partage son temps entre son domicile dans la circonscription de Weston-super-Mare et un appartement à Londres. Il est le propriétaire du cheval gagnant de la Coupe d'or de Cheltenham 1998, Cool Dawn,.   